# Lars Granström
Lars Georg Granström, född 8 december 1942 på Stattena i Helsingborg, är en svensk före detta fotbollsspelare. Han gjorde debut i Allsvenskan den 11 maj 1958 i en match mot IFK Malmö. Han spelade sammanlagt 359 matcher och gjorde 120 mål i Malmö FF varav 202 matcher och 53 mål i Allsvenskan. Han har spelat en A-landskamp, en B-landskamp, 8 U-landskamper och 3 J-landskamper.